# Birdie King 3
Birdie King 3 est un jeu vidéo de golf sorti en 1984 sur borne d'arcade. Le jeu a été développé et édité par Taito.

## La série
1. 1982 - Birdie King
2. 1983 - Birdie King 2
3. 1984 - Birdie King 3